# Geomyia alpina
Geomyia alpina  (лат.) — вид двукрылых насекомых семейства галлиц (Cecidomyiidae), входит в состав монотипического рода Geomyia. Впервые описан чешской учёной-энтомологом Марцелой Скухравой в 2006 году.

## Распространение, описание
Встречается в Центральной Европе в Альпах. Типовой экземпляр обнаружен на леднике Скарлетта близ Давоса (восток Швейцарии).
Известны только самки. Тело размером 1,9 мм, внешне чёрное, при ближайшем рассмотрении голова, усики, ноги, грудь и живот тёмно-коричневые, концевая часть тела кремовая. Крылья размером 2,1×0,8 мм, с костальными жилками. Унивольтинный вид.
Особенно ассоциирован с гравилатом ползучим (Geum reptans), растением семейства Розовые; с ним тесно связана большая часть жизненного цикла Geomyia alpina. Название рода Geomyia также является производным от названия рода растений Geum, к которому и относится предпочитаемое насекомым растение-хозяин.